# Muddepalli, Srinivaspur
Muddepalli là một làng thuộc tehsil Srinivaspur, huyện Kolar, bang Karnataka, Ấn Độ.